# Olympische Sommerspiele 1976/Teilnehmer (Pakistan)
| Gelbes Symbol für Goldmedaillen mit stilisierten Olympischen Ringen | Graues Symbol für Silbermedaillen mit stilisierten Olympischen Ringen | Braundes Symbol für Bronzemedaillen mit stilisierten Olympischen Ringen |
| ------------------------------------------------------------------- | --------------------------------------------------------------------- | ----------------------------------------------------------------------- |
| —                                                                   | —                                                                     | 1                                                                       |

Pakistan nahm an den Olympischen Spielen 1976 in Montréal teil. Es war die 8. Teilnahme Pakistans an Olympischen Sommerspielen. Pakistan schickte 24 Athleten nach Montréal.

## Teilnehmer nach Sportarten

### Boxen
Männer Fliegengewicht
- Muhammad Sadiq    16.Platz

Männer Mittelgewicht
- Siraj Din 5.Platz

### Gewichtheben
Männer Bantamgewicht
- Muhammad Manzoor    11.Platz

Männer Mittelgewicht
- Mohammad Malik Arshad   15.Platz

### Hockey
Platzierung: 3. Platz 
Kader:
- Mudassar Asghar
- Arshad Ali Chaudry
- Manzoor Hussain
- Islah-ud-Din
- Hanif Khan
- Arshad Mahmood
- Saleem Nazim
- Abdul Rashid
- Akhtar Rasool
- Samiullah
- Shahnaz Sheikh
- Saleem Sherwani
- Iftikhar Ahmed Syed
- Munawaruz Zaman
- Qamar Zia

### Leichtathletik
Männer 800 m
- Muhammad Younis   1.Runde, 7.Platz

Männer 1500 m
- Muhammad Siddique 1.Runde, 9.Platz

### Ringen
Männer Halbschwergewicht
- Muhammad Salah-ud-din   ausgeschieden in Runde 3 von 7

Männer Bantamgewicht
- Ditta Allah ausgeschieden   in Runde 2 von 7